# Moyuka Uchijima
Moyuka Uchijima (nació el 11 de agosto de 2001) es una jugadora de tenis profesional japonesa.
Uchijima tiene un ranking de individuales WTA más alto de su carrera, No. 55, logrado el 28 de octubre de 2024. También tiene un ranking WTA más alto de su carrera, No. 101 en dobles, logrado el 12 de junio de 2023.
En octubre de 2022, alcanzó por primera vez los cuartos de final de un torneo WTA fue en el Torneo de Monastir 2022. Luego de pasar la clasificación, derrotó en primera ronda a Kamilla Rakhimova en dos set, en segunda ronda a sembrada #4 y 43 del mundo Petra Martić en dos set y terminaría perdido en cuartos de final con Elise Mertens sembrada #5 y 44 del mundo en tres set.
Al 22 de enero de 2025 se encuentra en el puesto 63° del Ranking WTA.

## Títulos WTA (1; 0+1)

### Dobles (1)
| Leyenda              |
| -------------------- |
| Grand Slam (0)       |
| Juegos Olímpicos (0) |
| WTA Finals (0)       |
| WTA 1000 (0)         |
| WTA 500 (0)          |
| WTA 250 (1)          |

| N.º | Fecha                  | Torneos | Superficie | Pareja    | Oponentes en la final         | Resultado   |
| --- | ---------------------- | ------- | ---------- | --------- | ----------------------------- | ----------- |
| 1.  | 3 de noviembre de 2024 | Jiangxi | Dura       | Guo Hanyu | Katarzyna Piter Fanny Stollár | 7-6(5), 7-5 |

#### Finalista (1)
| N.º | Fecha                    | Torneos   | Superficie | Pareja       | Oponentes en la final           | Resultado |
| --- | ------------------------ | --------- | ---------- | ------------ | ------------------------------- | --------- |
| 1.  | 22 de septiembre de 2024 | Hua Hin 2 | Dura       | Eudice Chong | Anna Danilina Irina Khromacheva | 4-6, 5-7  |